# 三字経
三字経（さんじきょう）は、百家姓・千字文とならぶ、伝統的な中国の初学者用の学習書である。3文字で1句とし、偶数句末で韻を踏んでいる。平明な文章で、学習の重要さや儒教の基本的な徳目・経典の概要・一般常識・中国の歴史などを盛り込んでいる。

## 概要
南宋の王応麟（13世紀）の作と伝えられるが、はっきりした根拠があるわけではない。
「三字経」のテキストにはさまざまなものがあり、一般的にいって時代の新しいものほど字数が多い。とくに歴史に関する箇所は時代が新しくなるごとに新しい歴史が追記されていくため、字数が増えていく。章炳麟が1928年に著した『増訂三字経』では民国までの歴史が追加されている。
もっとも短いテキストは1068字で、異なり字数は512字である。
大体において4句がひとまとまりで、2句めと4句めの最後の字が押韻するが、まれに「一而十、十而百。百而千、千而万」のようにまったく押韻していない箇所もある。「席・執」「筆・易」「国・出」「七・籍」が押韻しているのは入声の衰退を反映しているもののようである。また「人・星」「曽・倫」「鼎・晋」「敏・警」「行・民」が押韻しているので、作者の音韻体系では/-in/と/-iŋ/が合流していたようである。
三字経は暗記に便利な書であるため、三字経の体裁にならった啓蒙書が多数作られた。日本でも幕末に「我日本、一称和」にはじまる『本朝三字経』という書物が作られている。